# José Roura
José Roura Nieto (Tlatlauquitepec, Puebla; 16 de junio de 1988) es un artista marcial mixto mexicano que compite en la división de peso gallo de LUX Fight League.

## Carrera de artes marciales mixtas

### LUX Fight League
Con dos peleas en su haber a sus 27 años de edad, Roura firmó con LUX Fight League a principios de 2020, acumulando victorias en sus primeras cuatro peleas.
El 9 de diciembre de 2022, Roura tuvo una oportunidad titular al enfrentarse a Marco Beltrán por el Campeonato de Peso Gallo de LUX en LUX 029, pero no logró ganar el título al perder por decisión unánime.

#### Campeonato de Peso Gallo de LUX
Luego de que el campeonato peso gallo quedara vacante por la salida de Beltrán, LUX anunció que tanto Roura como Rodolfo Rubio se enfrentarían en un combate por el título el 30 de junio de 2023 en LUX 033. Allí, Roura se llevó la victoria por decisión unánime y se convirtió en nuevo campeón gallo.
En su primera defensa titular, Roura enfrentó a Juan Díaz el 1 de diciembre de 2023 en LUX 038. Perdió la pelea por decisión unánime y por ende, su reinado de 154 días terminaba.

#### Post-reinado
Roura pidió una cláusula de revancha contra Juan Díaz por el título, lo cual se dio el 1 de noviembre de 2024 en LUX 047. Sin embargo, perdió por nocaut técnico en el cuarto asalto.

## Campeonatos y logros
- LUX Fight League
  - Campeonato de Peso Gallo de LUX (una vez)
  - Empatado (con Alan Domínguez) en la mayor cantidad de peleas terminadas por decisión en la historia de LUX (7)

## Récord en artes marciales mixtas
| Récord profesional | Récord profesional | Récord profesional |
| 13 peleas          | 8 victorias        | 5 derrotas         |
| ------------------ | ------------------ | ------------------ |
| Nocaut             | 1                  | 1                  |
| Sumisión           | 3                  | 0                  |
| Decisión           | 4                  | 4                  |

| Resultado | Récord | Oponente              | Método                      | Evento                             | Fecha                   | Ronda | Tiempo | Localización         | Notas                                            |
| --------- | ------ | --------------------- | --------------------------- | ---------------------------------- | ----------------------- | ----- | ------ | -------------------- | ------------------------------------------------ |
| Derrota   | 8–5    | Juan Díaz             | TKO (paro médico)           | LUX 047                            | 1 de noviembre de 2024  | 4     | 5:00   | Ciudad de México     | Por el Campeonato de Peso Gallo de LUX.          |
| Victoria  | 8–4    | Mauricio Nievas       | Decisión (unánime)          | LUX 042                            | 26 de abril de 2024     | 3     | 5:00   | Guadalajara          |                                                  |
| Derrota   | 7–4    | Juan Díaz             | Decisión (unánime)          | LUX 038                            | 1 de diciembre de 2023  | 5     | 5:00   | Monterrey            | Perdió el Campeonato de Peso Gallo de LUX.       |
| Victoria  | 7–3    | Rodolfo Rubio         | Decisión (unánime)          | LUX 033                            | 30 de junio de 2023     | 5     | 5:00   | Cholula de Rivadavia | Ganó el vacante Campeonato de Peso Gallo de LUX. |
| Derrota   | 6–3    | Marco Beltrán         | Decisión (unánime)          | LUX 029                            | 9 de diciembre de 2022  | 5     | 5:00   | Ciudad de México     | Por el Campeonato de Peso Gallo de LUX.          |
| Victoria  | 6–2    | Santiago Prieto       | Decisión (unánime)          | LUX 023                            | 17 de junio de 2022     | 3     | 5:00   | Puebla de Zaragoza   |                                                  |
| Derrota   | 5–2    | Irvin Amaya           | Decisión (unánime)          | LUX 021                            | 18 de marzo de 2022     | 3     | 5:00   | Monterrey            |                                                  |
| Victoria  | 5–1    | Marcello Morelli      | Sumisión (rear-naked choke) | LUX 019                            | 10 de diciembre de 2021 | 2     | 2:58   | Ciudad de México     |                                                  |
| Victoria  | 4–1    | Abraham Nava          | KO                          | LUX 015                            | 6 de agosto de 2021     | 3     | 2:36   | Monterrey            |                                                  |
| Victoria  | 3–1    | Julio Fernández Chapa | Decisión (unánime)          | LUX 012                            | 12 de marzo de 2021     | 3     | 5:00   | Monterrey            |                                                  |
| Victoria  | 2–1    | Carlos Márquez        | Sumisión (rear-naked choke) | LUX 008                            | 14 de febrero de 2020   | 2     | 4:42   | Ciudad de México     |                                                  |
| Derrota   | 1–1    | Ronaldo Rodríguez     | Decisión (unánime)          | JFL: Fight Night 6                 | 17 de noviembre de 2018 | 5     | 5:00   | Tlalnepantla de Baz  |                                                  |
| Victoria  | 1–0    | Alan Cantú            | Sumisión                    | Combate Extremo: Loco vs. Galván 2 | 4 de julio de 2015      | 2     | 0:50   | Monterrey            |                                                  |